# Жабняк Микола Євгенович
Мико́ла Євге́нович Жабняк (30 вересня 1979, селище Анар Целіноградської області Казахської РСР) — український легкоатлет. Майстер спорту України міжнародного класу. Срібний призер у метанні диску на літніх Паралімпійських іграх 2008 року . Учасник літніх Паралімпійських ігор 2012 та 2016 року.
Займався легкою атлетикою у Луганському регіональному центрі з фізичної культури і спорту інвалідів «Інваспорт».м. Луганськ
Займався легкою атлетикою у Житомирській регіональному центрі з фізичної культури і спорту інвалідів <Інваспорт>.м. Житомир
Займається легкою атлетикою у Донецькому регіональному центрі з фізичної культури і спорту інвалідів<Інваспорт>.м. Бахмут

## Досягнення
Срібний призер Паралімпійські ігри. 2008 року.
Срібний призер Паралімпійські ігри. 2020 (2021 році).
Чемпіон та бронзовий призер чемпіонату світу 2013 року.
Бронзовий призер чемпіонату світу 2015 року.
Чемпіон та бронзовий призер чемпіонату Європи 2014 року
Чемпіон та срібний призер чемпіонату Європи 2018 2020 року.
Чемпіон України та кубок України з 2001 року.

## Державні нагороди
- Орден «За мужність» III ступеня (7 жовтня 2008) — За досягнення високих спортивних результатів на XIII літніх Паралімпійських іграх в Пекіні (Китайська Народна Республіка), виявлені мужність, самовідданість та волю до перемоги, піднесення міжнародного авторитету України[1]
- Орден За мужність II ступеня(16 вересня 2021 року) -- За досягнення високих спортивних результатів на  XVI літніх Паралімпійських іграх у місті Токіо (Японія) виявлені самовідданість та волю до перемоги, утвердження міжнародного авторитету.